# St.-Nepomuk-Statue (Maria Bildhausen)

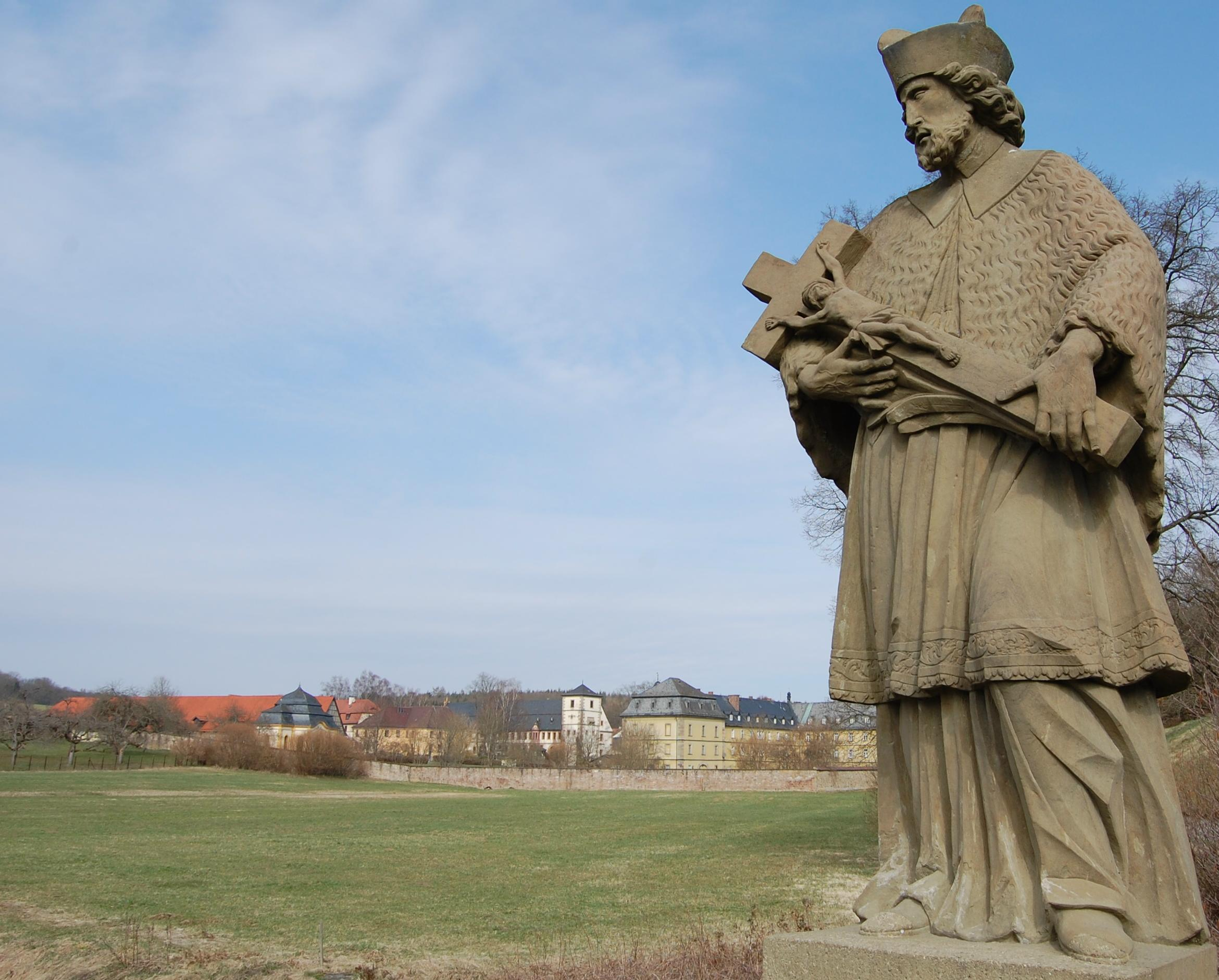
St.-Nepomuk-Statue beim Kloster Maria Bildhausen

Die St.-Nepomuk-Statue Maria Bildhausen gehört zum Kloster Maria Bildhausen, in der Stadt Münnerstadt im unterfränkischen Landkreis Bad Kissingen, das gleichzeitig Gemeindeteil der Stadt ist. Die Statue steht an der Dippachbrücke vor dem Kloster. Sie gehört zu den Baudenkmälern von Münnerstadt und ist unter der Nummer D-6-72-135-185 in der Bayerischen Denkmalliste registriert.

## Beschreibung
Die 180 cm hohe Statue besteht aus Sandstein und entstand im Jahr 1785.
Auf dem 114 cm hohen und 96 cm breiten Sockel ist im vorderen Feld die Wappenkartusche abgeschlagen. Laut Auskunft des Klostergutsverwalters a. D. Alfons M. Wirsing waren das Wappen des Abtes Edmund Martin und die Jahreszahl „1785“ dargestellt. Die übrigen Felder zeigen noch ihre Ornamentverzierung.
Im Jahr 1967 wurden auf Veranlassung des Klosters die St.-Nepomuk-Statue, der Bildstock von 1595 und die Martersäule von 1730 restauriert.